# Amrita Singh
Amrita Singh (ur. 10 lutego 1958 w Hadali – obecnie w Pakistanie) to bollywoodzka aktorka pochodzenia pendżabskiego. Jej ojciec Shivinder Singh jest sikhem, a matka Rukshana Sultana muzułmanką. Amrita po rozwodzie z mężem Saif Ali Khanem od 2004 roku mieszka sama z dziećmi Sarą i Ibrahimem.
Zadebiutowała jednocześnie z Sunny Deolem w 1983 roku w Betaab. Z sukcesem tworzyła na ekranie parę z czołowymi aktorami tych lat Anil Kapoorem i Amitabh Bachchanem. W 1991 roku poślubiwszy 12 lat młodszego aktora Saif Ali Khana zrezygnowała z aktorstwa (zagrała tylko negatywną rolę u boku Shah Rukh Khana w Raju, gentleman w każdym calu w 1992). W latach 2001–2004 Saif Ali Khan zaczął być sławny. Rozstali się w 2004 roku. W 2001 roku wróciła na plan w filmie 23rd March 1931: Shaheed, gdzie zagrała matkę Bhagat Singha (granego przez Bobby Deola). W 2005 zyskała uznanie za rolę osoby kontrolującej przemysł pornograficzny (w filmie Kalyug). 
W 2007, Amrita zagrała wysoko ocenioną przez krytyków rolę matki gangstera Maya Dolas, Ratnaprabha Dolas, w filmie produkcji Sanjay Gupta Shootout at Lokhandwala, wyreżyserowanym przez Apoorva Lakhia. Vivek Oberoi gra rolę jej syna Mayi.

## Filmografia
- Dus Kahaniyaan (2007)
- Shootout at Lokhandwala (2007)
- Kalyug (2005) - nominacja do Nagrody Filmfare za Najlepszą Rolę Negatywną
- 23rd March 1931: Shaheed (2002)
- Rang (film) (1993)
- Aaina (1993) - Nagroda Filmfare dla Najlepszej Aktorki Drugoplanowej
- Dil Aashna Hai (1992)
- Kal Ki Awaz (1992)
- Suryavanshi (1992)
- Raju, gentleman w każdym calu (1992)
- Pyaar Ka Saaya (1991)
- Rupaye Dus Karod (1991)
- Akayla (1991)
- Dharam Sankat (1991)
- Paap Ki Aandhi (1991)
- Sadhu Sant (1991)
- C.I.D (1990)
- Krodh (1990)
- Aag Ka Dariya (1990)
- Maut Ke Farishtey (1990)
- Veeru Dada (1990)
- Jaadugar (1989)
- Toofan (1989)
- Batwara (1989)
- Ilaaka (1989)
- Galiyon Ka Badshah (1989)
- Hathyar (1989)
- Sachai Ki Taqat (1989)
- Agnee (1988)
- Waris (1988)
- Shukriyaa (1988)
- Tamacha (1988)
- Kabzaa (1988)
- Thikana (1987)
- Khudgarz (1987)
- Naam O Nishan (1987)
- Naam (1986)
- Karamdaata (1986)
- Kala Dhanda Goray Log (1986)
- Chameli Ki Shaadi (1986)
- Mera Dharam (1986)
- Mard (1985)
- Saaheb (1985)
- Duniya (1984)
- Sunny (film) (1984)
- Betaab (1983)